# Changpyeong-myeon
Changpyeong-myeon (koreanska: 창평면) är en socken i Sydkorea. Den ligger i kommunen Damyang-gun i provinsen Södra Jeolla, i den södra delen av landet, 260 km söder om huvudstaden Seoul.